# هنري ويسنر
هنري ويسنر هو محامي وقاضي وسياسي أمريكي، ولد في 1720، وتوفي في 1790. انتخب عضو مجلس ولاية نيويورك ‏.